# Quizás, quizás, quizás
"Quizás, quizás, quizás" ("Có lẽ, có lẽ, có lẽ") là một ca khúc phổ thông điệu bolero nguyên bằng tiếng Tây Ban Nha do người viết bài hát người Cuba Osvaldo Farrés sáng tác vào năm 1947. Bài hát trở thành hit của Bobby Capó trong năm đó. Bài hát không những được đặt lời bằng hàng chục thứ tiếng khác như Anh, Pháp, Việt, Hindu, Ả Rập, Do Thái,...mà còn được hòa âm theo nhiều phong cách khác như mambo, cha-cha-cha, salsa và flamenco.
Lời tiếng Anh với tựa đề "Perhaps, perhaps, perhaps" do Joe Davis đặt, không phải là chuyển ngữ từ lời tiếng Tây Ban Nha, ban đầu do ca sĩ Desi Arnaz thu âm vào năm 1948. Lời tiếng Pháp với tựa đề "Qui sait, qui sait, qui sait" do Jacques Larue chuyển ngữ, ban đầu do ca sĩ Luis Mariano thu âm. Ca khúc cũng được Minh Trang - vợ của nhạc sĩ Dương Thiệu Tước - đặt lời tiếng Việt dưới nhan đề "Sầu dĩ vãng"; hai ca sĩ Thái Thanh và Quỳnh Giao song ca bài này trong băng nhạc Premier 1 - Tìm về kỉ niệm xuất bản tại Việt Nam Cộng hòa.
Bản nhạc này cũng có một lời Việt khác được Minh Thảo đặt lời, lấy tên là "Nào biết nào hay". Phiên bản lời Việt này được mọi người biết đến nhiều hơn và cũng được nhiều ca sĩ thể hiện như Hương Thủy, Nguyễn Phi Hùng, Ngọc Huệ, Thanh Hà,... Đặc biệt, nữ ca sĩ Hương Thủy đã hát bài hát này được hòa theo điệu cha cha để làm nhạc nền cho tiết mục trình diễn khiêu vũ của cô trong chương trình Paris By Night 93 và cô đã được giải Nhất với tiết mục này.